# تانجرين دريم (فريق روك)

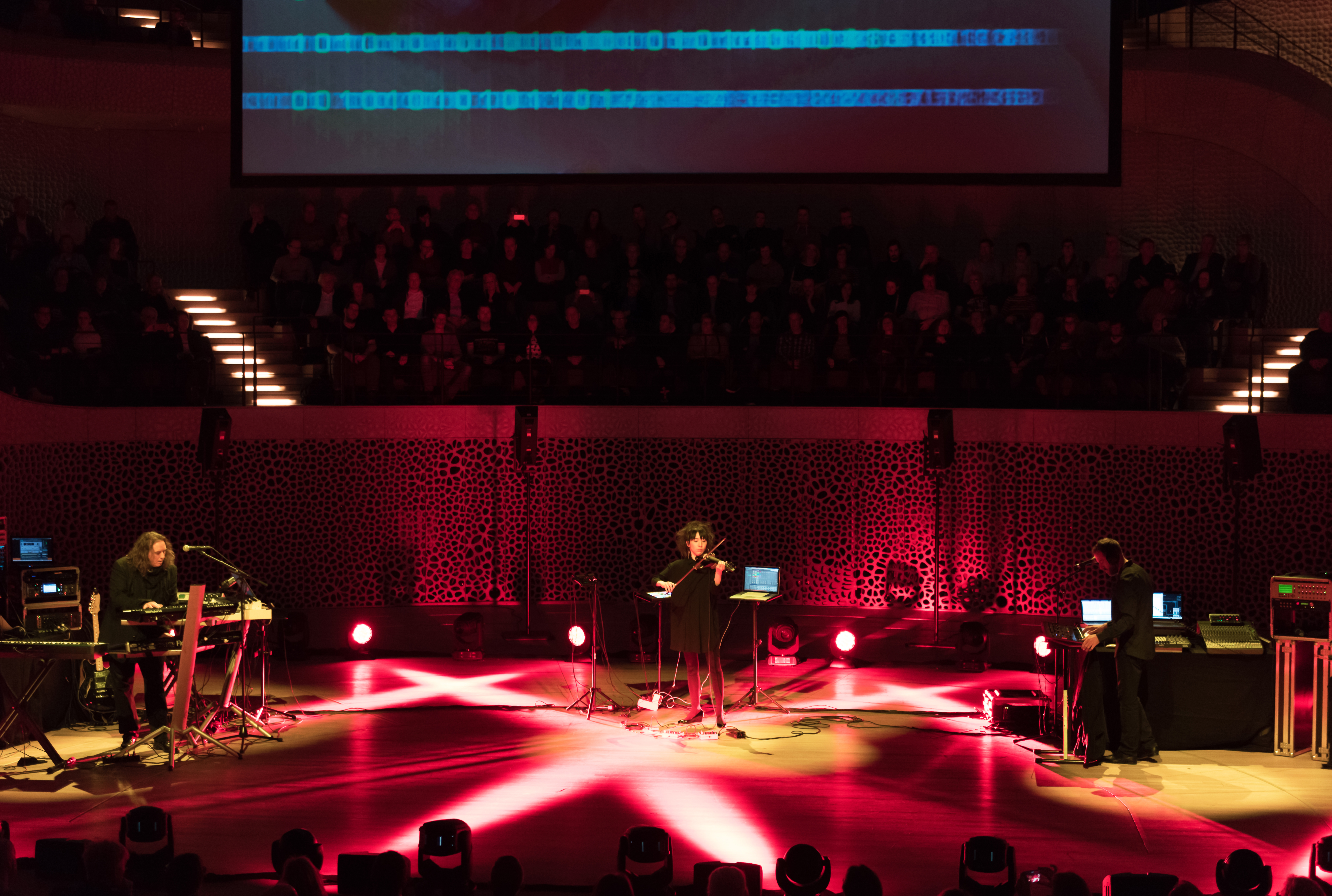
تانجرين دريم

تانجرين دريم (بالإنجليزية: Tangerine Dream) فريق لعزف الموسيقى الإلكترونية الألمانية أسسها إدغار فروزي عام 1967. شهد الفريق العديد من التغييرات في العازفين على مر السنين، وكان إدغار فروزي العضو الوحيد المستمر حتى وفاته في يناير 2015.

## أعضاء الفريق

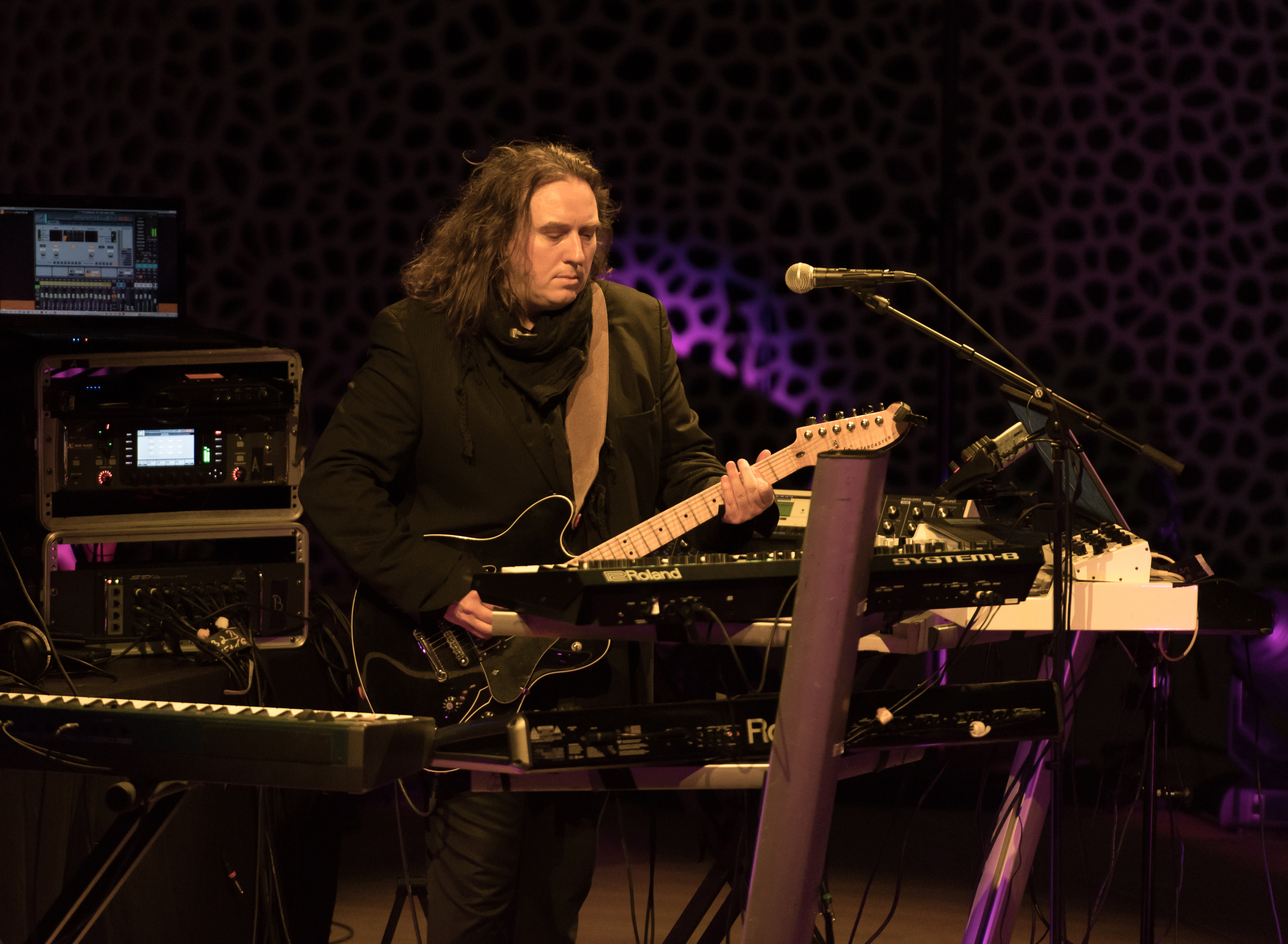
تانجرين دريم

كان أفضل تشكيل للفريق في منتصف السبعينيات من:
إدغار فروزي - كريستوفر فرانك - وبيتر بومان.
(في عام 1979، حل يوهانس شمولينج محل بومان). منذ وفاة فروزي في عام 2015، كان الفريق تحت قيادة ثورستين كايشنينج (خليفة فروزي المختار والعضو الحالي الأطول خدمة مع الفريق، بعد أن انضم في 2005). انضم للفريق أيضاَ عازف الكمان هوشيكو ياماني الذي انضم في عام 2011، وأولريش شناوس الذي انضم في عام 2014، وبول فريك الذي انضم في 9 يونيو 2020.

## موسيقى الفريق
يقدم فريق «تانجرين دريم» مقطوعات موسيقية فقط (بدون غناء)، وتعتبر موسيقاهم عملاً رائدًا في الإلكترونيكا. كانت ألبوماتهم لها دور محوري في تطوير المشهد الموسيقي الألماني المعروف باسم «الكوني» واستكشفت المزيد من أجهزة التوليف وأجهزة التسلسل. كانت ألبومات الفريق دائماً ضمن أفضل 20 ألبومًا في المملكة المتحدة.

## موسيقى الفريق في السينما
حقق الفريق أيضًا مسيرة مهنية ناجحة في تأليف الموسيقى التصويرية للأفلام، مما أدى إلى إنشاء أكثر من 60 مقطوعة موسيقية للأفلام وأهمها: «ساحر» 1977 - «لص» 1981 - «الجندي» 1982  – «عمل خطر» 1983  – «نقطة مضيئة» 1984 – «الاحتفاظ» 1983 – «مشعل النار» 1984 – «أسطورة» 1985 – «ارتفاع الساعة الثالثة» 1987 – «بالقرب من الظلام» 1987 – «أشخاص خجولين» 1987 – «معجزة الميل» 1988.
من أواخر التسعينيات إلى العقد الأول من القرن الحادي والعشرين، واصل الفريق استكشاف أنماط أخرى من الموسيقى الالكترونية، وكذلك الإلكترونيكا. كان إنتاجهم المسجل غزير، بما في ذلك أكثر من مائة ألبوم. من بين مشاريع التسجيل الأخرى، ساعدوا في إنشاء الموسيقى التصويرية للعبة الفيديو «جهاز الإنذار التلقائي الكبير».
كان لأعمال الفريق، في منتصف السبعينيات، تأثير عميق في تطوير أنماط الموسيقى الإلكترونية مثل موسيقى «العصر الجديد» (على الرغم من أن الفريق نفسه لم يعجبه المصطلح) والموسيقى الإلكترونية الراقصة.

## أفضل 10 ألبومات
فايدرا (1974) Phaedra 
التأمل الإلكتروني (1970) Electronic Meditation 
الفا سنتوري (1973) Alpha Centauri 
روبيكون (1975) Rubycon 
تنجرام (1980) Tangram 
الحديقة لي (1991) The Park is Mine 
أتيم (1973) Atem 
الصحراء الخضراء (1986) Green Desert 
دي إم 4 (2003) DM 4 
مارس بولاريس (1999) Mars Polaris 

## وصلات خارجية
https://www.tangerinedreammusic.com/ تانجرين دريم (فريق روك)
https://www.imdb.com/name/nm1725839/ تانجرين دريم (فريق روك)
http://www.tangaudimax.com/ تانجرين دريم (فريق روك)
https://www.youtube.com/watch?v=ZRSNy8DcIDk تانجرين دريم (فريق روك)
https://www.youtube.com/watch?v=7vpChxxgB9Y تانجرين دريم (فريق روك)
https://www.youtube.com/watch?v=PUl1ZTka06Y تانجرين دريم (فريق روك)